# Canthigaster marquesensis
Canthigaster marquesensis és una espècie de peix de la família dels tetraodòntids i de l'ordre dels tetraodontiformes.

## Morfologia
- Els mascles poden assolir 7,1 cm de longitud total.[4]

## Hàbitat
És un peix marí, de clima tropical i associat als esculls de corall.

## Distribució geogràfica
Es troba a Nuku Hiva (illes Marqueses).

## Observacions
És inofensiu per als humans.